# Conversor buck
Conversor buck  (conversor abaixador) é um conversor CC/CC que diminui a tensão (enquanto aumenta a corrente) de sua entrada (alimentação) para sua saída (carga). É similar ao conversor boost (elevador) e é um tipo de fonte chaveada (SMPS) que normalmente contém pelo menos dois semicondutores (um diodo e um transistor, embora os conversores buck modernos substituam o diodo por um segundo transistor usado para retificação síncrona) e pelo menos um elemento de armazenamento de energia, um capacitor, indutor ou os dois combinados. Para reduzir o ripple de tensão, filtros feitos de capacitores (às vezes em combinação com indutores) são normalmente adicionados a essa saída do conversor (filtro do lado da carga) e à entrada (filtro do lado da alimentação).
Os conversores de chaveamento (como os conversores buck) possibilitam uma maior eficiência do que os reguladores lineares, que são circuitos mais simples que reduzem as tensões dissipando a energia como calor, mas não aumentam a corrente na saída.
Os conversores buck podem ser altamente eficientes (muitas vezes acima de 90%), tornando-os úteis para tarefas como converter a tensão principal da fonte de um computador (geralmente 12 V) para tensões mais baixas, necessárias para USB, DRAM e CPU (1,8 V ou menos).

## Usos
Conversores buck são utilizados, por exemplo, para reduzir a tensão das baterias de laptops, (12-24V) fornecendo os poucos volts necessários ao funcionamento dos processadores. Os conversores buck e boost, em todas as suas combinações, isoladas ou não, formam o princípio de funcionamento de outros conversores chaveados existentes (buck-boost, fly-back, forward,etc).

## Funcionamento

Conversor Buck

O conversor Buck, assim como outros conversores CC-CC tradicionais, utiliza a modulação por largura de pulso (PWM). O uso do PWM possibilita maior eficiência, uma vez que os componentes como os semicondutores, não dissipam potência de forma contínua.
Quando a chave CH1 está aberta, não há transferência de energia da fonte de tensão (que pode ser uma bateria ou uma outra fonte cc) para o restante do circuito. No passo seguinte, enquanto a chave CH1 está fechada, a corrente flui diretamente através do indutor L1 para a o capacitor C1, que estando em paralelo com o resistor RL, produz sobre ele uma tensão de saída Vs; nesta condição diodo D1 fica cortado. Quando a chave é aberta, a energia acumulada no indutor força para que continue circulando uma corrente atuando na carga de saída RL.
A diferença entre este conversor e o conversor boost é que o buck entrega a energia diretamente para a saída.
Observe que CH1 está representado como um interruptor ou chave, para simplificar, mas que na prática pode ser substituido por um transistor, MOSFET, IGBT ou outros dispositivos mais indicados para trabalho contínuo em altas frequências, obviamente dimensionados e com circuitos de proteção, controle de chaveamento, etc.

## Projeto do conversor
Uma maneira de projetar o conversor buck é projetando um filtro LC na saída deste conversor para limitar a variação da corrente no indutor e da tensão de saída (mesma no capacitor).
L1= VE / (4.f.ΔIL1máxima)
C1= VE / (31.L1.f2.ΔVC1máxima)

## Conversor Buck no Modo de Condução Contínua (MCC)
O conversor Buck no MCC (Modo de Condução Contínua) opera em duas etapas. A primeira esta consiste no período em que a chave está fechada, enquanto a segunda etapa corresponde ao período em que a chave está aberta.
As formas de onda típicas do conversor Buck são mostradas a seguir:
Para motivos da análise pode ser interessante definir as relações mostradas a seguir:
{\displaystyle t_{on}=DT_{s}}
e 
{\displaystyle t_{off}=(1-D)T_{s}=D'T_{s}}
Em que {\displaystyle D} representa a razão cíclica. A razão cíclica normalmente assume valores entre 0 e 1.  {\displaystyle T_{s}} é o período da frequência de chaveamento ({\displaystyle f_{s}}) que corresponde à
{\displaystyle T_{s}={\frac {1}{f_{s}}}}

### Primeira etapa de operação

Primeira etapa de operação do conversor Buck

Durante a primeira etapa de operação, há a magnetização do indutor {\displaystyle L} pela tensão {\displaystyle V_{S}-V_{o}}. A tensão sobre o indutor pode ser encontrada pela lei de Kirchhoff das tensões, o que resulta em:
{\displaystyle L{\frac {di_{L}}{dt}}=V_{S}-V_{o}}
Desta forma, pela equação acima é possível encontrar a expressão da corrente instantânea no indutor para esta etapa, sendo dada por:
{\displaystyle i_{L}(t)={\frac {(V_{S}-V_{o})}{L}}t+I_{L_{min}}}
Pela equação, se tem que a corrente no indutor cresce linearmente até seu valor máximo {\displaystyle I_{L_{max}}} no instante {\displaystyle t=DT_{s}}. 
{\displaystyle I_{L_{max}}={\frac {(V_{S}-V_{o})}{L}}DT_{s}+I_{L_{min}}}
Este resultado permite determinar o valor de ondulação ou ripple de corrente no indutor. A ondulação de corrente pode ser obtida por:
{\displaystyle \Delta I_{L}=I_{L_{max}}-I_{L_{min}}={\frac {(V_{S}-V_{o})}{L}}DT_{s}}
Pela lei de Kirchhoff das correntes, a corrente no capacitor durante a primeira etapa corresponde à
{\displaystyle C{\frac {dv_{o}}{dt}}=i_{L}(t)-I_{o}}
Pela equação é possível observar que a corrente no capacitor corresponde à corrente do indutor subtraída do seu valor médio.

### Segunda etapa de operação

Segunda etapa de operação do conversor Buck

A segunda etapa de operação do conversor Buck consiste no período em que a chave está aberta {\displaystyle (1-D)T_{s}}, que ocasiona a polarização direta do diodo. Durante a segunda etapa há a desmagnetização do indutor com a tensão de saída ({\displaystyle V_{o}}).
{\displaystyle L{\frac {di_{L}}{dt}}=-V_{o}}
A desmagnetização do indutor, em regime permanente, ocorre de forma linear e pode ser dada por: 
{\displaystyle i_{L}(t)=-{\frac {V_{o}}{L}}t+I_{L_{max}}}
Ao término da segunda etapa, a corrente no indutor atinge o valor mínimo em {\displaystyle t=(1-D)T_{s}}, portanto pode-se escrever
{\displaystyle I_{L_{min}}=-{\frac {V_{o}}{L}}(1-D)T_{s}+I_{L_{max}}}
Por meio da equação acima, também é possível determinar a ondulação de corrente no indutor, sendo:
{\displaystyle \Delta I_{L}=I_{L_{max}}-I_{L_{min}}={\frac {V_{o}}{L}}(1-D)T_{s}}
Durante o período {\displaystyle (1-D)T_{s}}, a corrente no capacitor pode ser descrita como:
{\displaystyle C{\frac {dv_{o}}{dt}}=i_{L}(t)-I_{o}}
Encontra-se a mesma expressão vista durante a primeira etapa de operação.

### Ganho estático, tensões e correntes médias
O ganho estático do conversor Buck pode ser encontrado pela relação de tensão média no indutor, pois a tensão média no indutor em regime permanente é nula, desta forma pode-se escrever: 
{\displaystyle V_{L}={\frac {1}{T_{s}}}\left(\int _{0}^{DT_{s}}(V_{S}-V_{o})\,dt+\int _{0}^{(1-D)T_{s}}(-V_{o})\,dt\right)=0} 
 {\displaystyle V_{L}=(V_{S}-V_{o})D-V_{o}(1-D)=0}
Rearranjando-se os termos encontra-se o ganho estático.
{\displaystyle G={\frac {V_{o}}{V_{S}}}=D}
A corrente média no indutor ({\displaystyle I_{L}}), corresponde à própria corrente média de saída. 
{\displaystyle I_{L}=I_{o}={\frac {V_{o}}{R}}}
A corrente média no diodo ({\displaystyle I_{D}}) pode ser encontrada através de sua integral:
{\displaystyle I_{D}={\frac {1}{T_{s}}}\int _{0}^{(1-D)T_{s}}i_{L}(t)\,dt=-{\frac {1}{2}}{\frac {V_{o}}{L}}(1-D)^{2}T_{s}+I_{L_{max}}(1-D)}
{\displaystyle I_{D}=-{\frac {1}{2}}{\frac {V_{o}}{L}}(1-D)^{2}T_{s}+\left(I_{L}+{\frac {\Delta I_{L}}{2}}\right)(1-D)}
É possível simplificar a equação realizando substituições dos termos, deixando em função da ondulção de corrente ({\displaystyle \Delta I_{L}}), deste modo encontra-se:
{\displaystyle I_{D}={\frac {1}{2}}\left(-\Delta I_{L}\right)(1-D)+\left(I_{L}+{\frac {\Delta I_{L}}{2}}\right)(1-D)}
{\displaystyle I_{D}=I_{L}(1-D)=I_{o}(1-D)}
A corrente média na chave ({\displaystyle I_{sw}}) pode ser encontrada pelo processo a seguir:
{\displaystyle I_{S_{W}}={\frac {1}{T_{s}}}\int _{0}^{DT_{s}}i_{L}(t)\,dt={\frac {1}{2}}{\frac {(V_{S}-V_{o})}{L}}D^{2}T_{s}+I_{L_{min}}D}
{\displaystyle I_{S_{W}}={\frac {1}{2}}{\frac {(V_{S}-V_{o})}{L}}D^{2}T_{s}+\left(I_{L}-{\frac {\Delta I_{L}}{2}}\right)D}
De forma semelhante à realizada para a corrente média no diodo, fazendo as substituições dos termos, deixando em função da ondulção de corrente ({\displaystyle \Delta I_{L}}), a corrente média na chave pode ser dada por:
{\displaystyle I_{S_{W}}={\frac {1}{2}}\Delta I_{L}D+\left(I_{L}-{\frac {\Delta I_{L}}{2}}\right)D}
{\displaystyle I_{S_{W}}=I_{L}D=I_{o}D}
A ondulação de tensão de saída será obtida de uma forma diferente da vista para os conversores Boost e Buck-Boost, os quais possuem característica de fonte de tensão em sua saída. A característica de fonte de tensão ocasiona períodos de carga e descarga do capacitor de saída bem definidos, já em conversores com característica de fonte de corrente em sua saída isto não acontece.
Portanto, a ondulação da tensão de saída pode ser encontrada realizando a análise para o caso em que considera-se a maior ondulação de tensão. Este caso ocorre quando a razão cíclica se iguala a meio ({\displaystyle D=0,5}). A corrente no capacitor é ilustrada na figura.
Neste período se tem que o pico da corrente no capacitor é igual a {\displaystyle {\frac {\Delta I_{L}}{2}}} e o período em que a corrente é positiva no capacitor é igual a {\displaystyle {\frac {T_{s}}{2}}}. Sendo assim, a variação de carga no capacitor pode ser dada pela área do gráfico em destaque. Pela área do triângulo obtém-se:
{\displaystyle \Delta Q={\frac {{\frac {\Delta I_{L}}{2}}{\frac {T_{s}}{2}}}{2}}={\frac {\Delta I_{L}T_{s}}{8}}}
Portanto pela equação
{\displaystyle \Delta V_{o}={\frac {\Delta Q}{C}}}
encontra-se
{\displaystyle \Delta V_{o}={\frac {\Delta I_{L}T_{s}}{8C}}}
substituindo {\displaystyle \Delta I_{L}}: 
{\displaystyle \Delta V_{o}={\frac {(V_{S}-V_{o})D}{8LC{f_{s}}^{2}}}={\frac {V_{o}(1-D)}{8LC{f_{s}}^{2}}}}

### Resumo das equações
O quadro a seguir contém algumas das equações do conversor Buck no MCC.
| Variável                         | Equação |
| -------------------------------- | --- |
| Ganho estático                   | {\displaystyle G=D}                                                                                        |
| Corrente média de entrada        | {\displaystyle I_{in}=I_{S_{W}}=I_{o}D}                                                                    |
| Corrente média do indutor        | {\displaystyle I_{L}=I_{o}={\frac {V_{o}}{R}}}                                                             |
| Ondulação de corrente do indutor | {\displaystyle \Delta I_{L}={\frac {(V_{S}-V_{o})}{L}}DT_{s}={\frac {V_{o}}{L}}(1-D)T_{s}}                 |
| Ondulação de tensão no capacitor | {\displaystyle \Delta V_{o}={\frac {(V_{S}-V_{o})D}{8LC{f_{s}}^{2}}}={\frac {V_{o}(1-D)}{8LC{f_{s}}^{2}}}} |
| Corrente média na chave          | {\displaystyle I_{S_{W}}=I_{o}D}                                                                           |
| Corrente média na diodo          | {\displaystyle I_{D}=I_{o}(1-D)}                                                                           |